# جيمس غروس
جيمس غروس (بالإنجليزية: James Gross)‏ هو عالم نفس أمريكي، ولد في القرن العشرين.